# Popillia patricia
Popillia patricia – gatunek chrząszcza z rodziny poświętnikowatych, podrodziny rutelowatych i plemienia Anomalini.
Gatunek ten został opisany w 1917 przez Johna Gilberta Arrowa.
Ciało długości od 8 do 9,5 mm i szerokości od 4,5 do 5,5 mm, owalne, silnie połyskujące. Ubarwienie jaskrawo złocistozielone ze spodem, pygidium i odnóżami ciemno miedzianozielonymi, a pokrywami ceglastymi z metalicznie zielonym połyskiem i ciemno zielonkawoczatnym obrzeżeniem boków. Wyniesione, jasne włoski obecne na segmentach odwłoka, udach, sternum i w dwóch zaokrąglonych łatach na pygidium. Głowa o przodzie pomarszczenie punktowanym, a szeroko zaokrąglonym nadustku delikatnie pomarszczonym. Punkty na przedpleczu są delikatne pośrodku i silne, gęsto rozmieszczone na bokach. Na pokrywach głęboko wciesnięte i punktowane rzędy w liczbie sześciu na każdej, z których drugie są nieco przerywane, a piąte skrócone z tyłu. Szeroki piąty międzyrząd opatrzony niepełną serią głębokich punktów.
Chrząszcz orientalny, endemiczny dla Indii, znany ze stanu Asam, z gór Naga i Khasi.